# Frères Yaipén
Hermanos Yaipén (Frères Yaipén) est un orchestre de cumbia péruvien fondé par les frères Walter et Javier Yaipén.
Depuis 2008, le groupe a été récompensé à plusieurs reprises, notamment par les prix APDAYC et le Prix international sous la mention de meilleur groupe de cumbia.

## Discographie
- "Largate" (Tire-toi)
- "Ojalá que te mueras" (Pourvu que tu en crèves)
- "A llorar a otra parte" (Va pleurer ailleurs)
- "Corazón Partío" (Cœur brisé)
- "Una rosa lo sabe" (Une rose le sait)
- "Humíllate" (Humilie-toi)
- "Niña Prohibida" (Fille interdite)